# Rezessiv

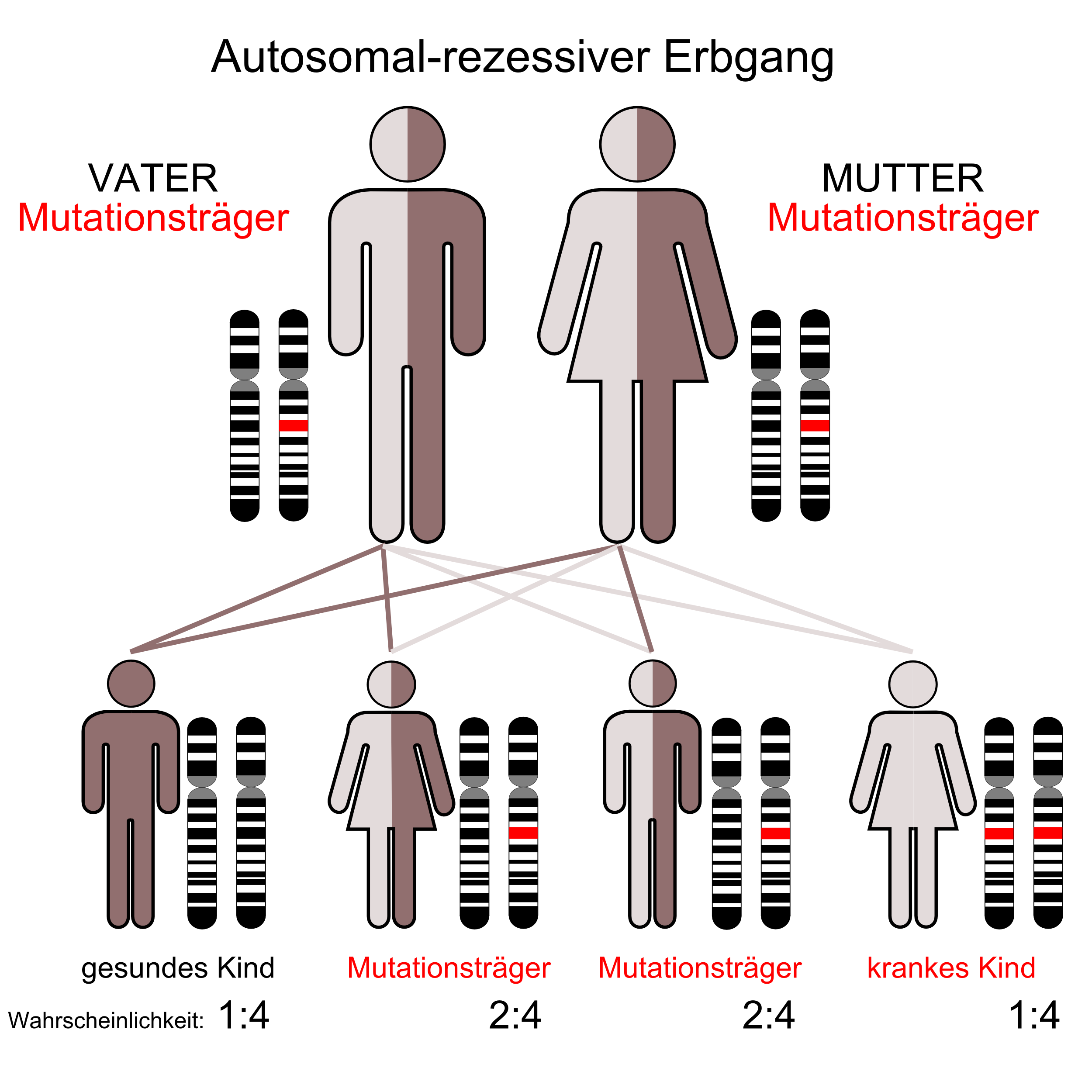
Autosomal rezessiver Erbgang

Rezessiv (von lateinisch recedere „zurücktreten, zurückweichen, in den Hintergrund treten“) bedeutet in der Genetik „zurücktretend“ oder auch „nicht in Erscheinung tretend“. In der Genetik unterscheidet man zwischen dominanten (überdeckenden) und rezessiven (überdeckbaren) Allelen eines Gens. Ein dominantes Allel setzt sich in der Merkmalsausprägung gegenüber einem rezessiven Allel durch. Damit ein rezessives Allel merkmalsbestimmend werden kann, muss es homozygot vorliegen oder zusammen mit einem anderen rezessiven Allel auftreten.
Das rezessive Allel ist zumeist durch eine Mutation entstanden und kann zu einem Merkmal mit eingeschränkter Funktionsfähigkeit führen. Wenn es heterozygot vorliegt, kann das nichtdefekte (Wildtyp-)Allel die mögliche Funktionseinschränkung überspielen und die Defizienz eines defekten Allels kompensieren. Rezessive Erbeigenschaften können durch homozygote Individuen aber auch durch Konduktoren weitervererbt werden. 
Zusätzlich gibt es noch die kodominante und X-chromosomale Vererbung.

## Beispiele
- Hat ein Mensch auf einem der elterlichen Chromosomen die Erbanlage für die Blutgruppe B, auf dem homologen Chromosom (vom anderen Elternteil) das Allel für 0, so hat er Blutgruppe B, da das Allel für 0 sich gegenüber dem Allel für B rezessiv verhält. Oder andersherum: Weil B dominant ist, setzt es sich in der Merkmalsausprägung gegenüber dem rezessiven 0-Allel durch. Auch Blutgruppe A ist gegenüber 0 dominant, was bedeutet, dass Blutgruppe 0 nur dann vorkommt, wenn auf beiden Chromosomen 0-Allele liegen. A und B hingegen sind kodominant: Menschen, die ein A- und ein B-Allel tragen, zeigen beide Blutgruppeneigenschaften von A und B, weshalb es die Blutgruppe AB gibt.
- Bei der Erbse (Pisum sativum) gibt es Pflanzen mit roten Blüten und andere mit weißen Blüten. Für die Blütenfarbe ist ein Gen mit zwei verschiedenen Allelen zuständig: ein Allel kodiert für rote Farbe, das andere für weiße Blütenfarbe. Da in diploiden Organismen wie der Erbsenpflanze immer zwei Allele vorkommen, die ein Merkmal bestimmen, kann die Pflanze zwei gleiche Allele für die rote Blütenfarbe, zwei gleiche Allele für die weiße Blütenfarbe oder zwei unterschiedliche Allele (eines für die rote und eines für die weiße Blütenfarbe) besitzen. Letzteres ist die sog. Heterozygotie, und im Falle der Erbse trägt die Pflanze rote Blüten, weil die rote Farbe, die vom einen Allel kodiert wird, die weiße des anderen Allels schlicht überdeckt. Angenommen, man beobachtet bei gleichen Voraussetzungen eine rosafarbene Blüte bei den heterozygoten Pflanzen, wird der entsprechende Erbgang als intermediär bezeichnet.